# 哲族
哲族（越南語：người Chứt）是越南的一個小民族，人口不到4千（1999年人口普查）。分布在北中部廣平省的明化縣和宣化縣，在臨近的老撾也有少量哲族人居住。
哲族的語言哲語屬于南亞語系的越語支。

## 民系
- 冊人
- 湄人
- 麻令人（Mã Liềng）
- 氻人（英语：Rục people）
- 源人
- 阿森人

## 外部連結
- Profile at Highland Education Development Organization
- Profile at Uy Ban Dan Toc（页面存档备份，存于）